# 썸씽스 갓 투 기브
썸씽스 갓 투 기브(Something's Got To Give)는 미국에서 제작된 조지 큐커 감독의 1962년 코미디 영화이다. 마릴린 먼로 등이 주연으로 출연하였고 헨리 T. 웨인스타인 등이 제작에 참여하였다.

## 출연

### 주연
- 마릴린 먼로
- 딘 마틴

### 조연
- 시드 카리스
- 톰 트라이언
- 알렉산드라 헤일웨일
- 로버트 크리스토퍼 몰리
- 월리 콕스
- 필 실버스
- 존 맥기버
- 그래디 슈튼
- 엘로이즈 하드
- 스티브 앨런

## 제작진
- 의상: 진 루이스